# De Slimste Mens ter Wereld 2007
De Slimste Mens ter Wereld 2007 was het zesde seizoen van de Belgische televisiequiz De Slimste Mens ter Wereld, uitgezonden op de Vlaamse openbare televisieomroep TV1. Erik Van Looy presenteerde en Rik Torfs was jurylid. Het seizoen werd gewonnen door Annelies Rutten.

## Kandidaten

### Alle deelnemers
| Naam                    | Deelnames | Gewonnen |
| ----------------------- | --------- | -------- |
| Annelies Beck           | 4         | ?        |
| Hans Bourlon            | 3         | ?        |
| Eva Brems               | 5         | ?        |
| Alex Callier            | 4         | ?        |
| Kathleen Cools          | 1         | 0        |
| Phara de Aguirre        | 2         | ?        |
| Freddy De Kerpel        | 4         | 0        |
| Josse De Pauw           | 1         | 0        |
| Jan De Smet             | 1         | 0        |
| Wim De Vilder           | 3         | ?        |
| Marc Didden             | 4         | ?        |
| Piet Huysentruyt        | 1         | 0        |
| Paul Jambers            | 1         | ?        |
| Luc Janssen             | 3         | ?        |
| Nicole Josy             | 1         | 0        |
| Geert Lambert           | 4         | ?        |
| Helmut Lotti            | 6         | ?        |
| Eric Melaerts           | 1         | 0        |
| Ronny Mosuse            | 1         | 0        |
| Liesa Naert             | 1         | 0        |
| Walter Pauli            | 2         | ?        |
| Eddy Planckaert         | 1         | 0        |
| Annelies Rutten         | 11        | ?        |
| Lieven Scheire          | 2         | 1        |
| Daniël Termont          | 1         | 0        |
| Jean Paul Van Bendegem  | 5         | ?        |
| Saartje Vandendriessche | 3         | ?        |
| Dany Verstraeten        | 5         | ?        |
| Willy Willy             | 1         | 0        |
| Walter Zinzen           | 2         | 0        |

| Kleurlegenda                    |
| ------------------------------- |
| Geplaatst voor de finaleweek.   |
| Speelt verder in de finaleweek. |

### Finaleweek
| Terugkeer   | Naam             | Deelnames | Gewonnen | Eindrank |
| ----------- | ---------------- | --------- | -------- | -------- |
| 4           | Annelies Rutten  | 1         | 1        | Goud     |
| 3           | Helmut Lotti     | 1         | 0        | 4e       |
| 2           | Eva Brems        | 3         | ?        | Brons    |
| 1           | Dany Verstraeten | 2         | ?        | 5e       |
| Speelt door | Hans Bourlon     | 4         | ?        | Zilver   |
| Speelt door | Paul Jambers     | 1         | 0        | 6e       |

## Afleveringen
Opgelet: enkel de afvaller van elke aflevering is bekend. De dagwinnaar en de winnaar van het eindspel zijn niet gekend. 
| Afl        | Datum            | Dagwinnaar of tweede    | Dagwinnaar of tweede    | Verliezer eindspel      |
| ---------- | ---------------- | ----------------------- | ----------------------- | ----------------------- |
| 1          | 1 oktober 2007   | Dany Verstraeten        | Alex Callier            | Liesa Naert             |
| 2          | 2 oktober 2007   | Dany Verstraeten        | Alex Callier            | Eddy Planckaert         |
| 3          | 3 oktober 2007   | Dany Verstraeten        | Alex Callier            | Willy Willy             |
| 4          | 4 oktober 2007   | Jean Paul Van Bendegem  | Dany Verstraeten        | Alex Callier            |
| 5          | 8 oktober 2007   | Phara de Aguirre        | Jean Paul Van Bendegem  | Dany Verstraeten        |
| 6          | 9 oktober 2007   | Lieven Scheire          | Jean Paul Van Bendegem  | Phara de Aguirre        |
| 7          | 10 oktober 2007  | Geert Lambert           | Jean Paul Van Bendegem  | Lieven Scheire          |
| 8          | 11 oktober 2007  | Walter Pauli            | Geert Lambert           | Jean Paul Van Bendegem  |
| 9          | 15 oktober 2007  | Saartje Vandendriessche | Geert Lambert           | Walter Pauli            |
| 10         | 16 oktober 2007  | Marc Didden             | Saartje Vandendriessche | Geert Lambert           |
| 11         | 17 oktober 2007  | Annelies Beck           | Marc Didden             | Saartje Vandendriessche |
| 12         | 18 oktober 2007  | Annelies Beck           | Marc Didden             | Eric Melaerts           |
| 13         | 22 oktober 2007  | Wim De Vilder           | Annelies Beck           | Marc Didden             |
| 14         | 23 oktober 2007  | Annelies Rutten         | Wim De Vilder           | Annelies Beck           |
| 15         | 24 oktober 2007  | Helmut Lotti            | Annelies Rutten         | Wim De Vilder           |
| 16         | 25 oktober 2007  | Helmut Lotti            | Annelies Rutten         | Josse De Pauw           |
| 17         | 29 oktober 2007  | Helmut Lotti            | Annelies Rutten         | Jan De Smet             |
| 18         | 30 oktober 2007  | Helmut Lotti            | Annelies Rutten         | Daniël Termont          |
| 19         | 31 oktober 2007  | Helmut Lotti            | Annelies Rutten         | Nicole Josy             |
| 20         | 1 november 2007  | Luc Janssen             | Annelies Rutten         | Helmut Lotti            |
| 21         | 5 november 2007  | Luc Janssen             | Annelies Rutten         | Piet Huysentruyt        |
| 22         | 6 november 2007  | Eva Brems               | Annelies Rutten         | Luc Janssen             |
| 23         | 7 november 2007  | Eva Brems               | Annelies Rutten         | Ronny Mosuse            |
| 24         | 8 november 2007  | Walter Zinzen           | Eva Brems               | Annelies Rutten         |
| 25         | 12 november 2007 | Eva Brems               | Freddy De Kerpel        | Walter Zinzen           |
| 26         | 13 november 2007 | Hans Bourlon            | Freddy De Kerpel        | Eva Brems               |
| 27         | 14 november 2007 | Hans Bourlon            | Freddy De Kerpel        | Kathleen Cools          |
| 28         | 15 november 2007 | Paul Jambers            | Hans Bourlon            | Freddy De Kerpel        |
| Finaleweek |                  |                         |                         |                         |
| 29         | 19 november 2007 | Dany Verstraeten        | Hans Bourlon            | Paul Jambers            |
| 30         | 20 november 2007 | Eva Brems               | Hans Bourlon            | Dany Verstraeten        |
| 31         | 21 november 2007 | Eva Brems               | Hans Bourlon            | Helmut Lotti            |
| Finale     | Finale           | Slimste Mens            | Verliezer eindspel      | Verliezer aflevering    |
| 32         | 22 november 2007 | Annelies Rutten         | Hans Bourlon            | Eva Brems               |

## Bijzonderheden
- Helmut Lotti was de eerste deelnemer in de geschiedenis van het spel die mocht herkansen. In het allereerste seizoen hield hij het twee afleveringen vol. Nu kon hij zes afleveringen meespelen, hij sneuvelde uiteindelijk in de halve finale.
- Hans Bourlon stroomde in de laatste voorrondeweek in en wist uiteindelijk de seizoensfinale te behalen nadat hij rechtstreeks doorspeelde in de finaleweek. Hij werd uiteindelijk tweede.
- Annelies Rutten was de eerste vrouwelijke winnaar.